# The Ghost of Rosy Taylor
The Ghost of Rosy Taylor è un film del 1918, diretto da Edward Sloman e (presumibilmente) Henry King, basato sul racconto omonimo di Josephine Daskam Bacon pubblicato sul Saturday Evening Post nel novembre del 1917.

## Trama
Sabato. Incontratesi in città, Jeanne du Vivier ringrazia la sua amica Herriman-Smith per averle suggerito il nome di una così valente donna delle pulizie, Rosy Taylor, che da qualche tempo si sta prendendo cura della casa dei du Vivier – senza che Jeanne l'avesse mai vista, avendola ingaggiata per lettera -, recandovisi ogni sabato, quando i proprietari sono assenti. La signora Herriman-Smith rimane incredula, perché dice all'amica che Rosy Taylor è morta prima che lei fornisse il suo nominativo a Jeanne, e Jeanne rimane ancor più sconcertata: colei che entra settimanalmente a casa mia – dice – non può essere che lo spettro di Rosy. Vogliono chiamare la polizia, ma l'intrepida signora Herriman-Smith propone di dare loro stesse la caccia al fantasma. Quando però le due donne entrano a casa di Jeanne, e vedono il riflesso di una figura misteriosa, che agita il moccio come frastagliate propaggini di un sudario spettrale, e soprattutto quando odono lo spettro intonare la canzone preferita di Rosy Taylor, il coraggio svanisce, e se la danno a gambe. Forse era meglio chiamare la polizia.
Rhoda Eldridge vive in Francia con l'infermo padre Charles, un americano dal passato misterioso. Charles muore, non senza prima provveduto a scrivere una lettera alla figlia, informandola di aver lasciato la patria in seguito ad una lite col padre e col fratello, e che il suo (loro) vero cognome è quello della prestigiosa schiatta dei Sayles. Siccome le disgrazie non vengono mai sole, Rhoda apprende che la società nella quale Charles aveva investito tutti i suoi considerevoli risparmi è fallita, lasciandola senza rendite. Rhoda ottiene fortunosamente un passaggio su un transatlantico diretto negli Stati Uniti, dove approda senza un soldo.
Un giorno, seduta sconsolata e affamata su una panchina di un parco, Rhoda raccoglie da terra una lettera, evidentemente perduta, indirizzata a tale Rosy Taylor, contenente l'indirizzo dei du Vivier al quale recarsi per svolgere i lavori di pulizia, la relativa chiave del portone, e due dollari in contanti come paga giornaliera. Si reca da Rosy per consegnarle la lettera, ma i vicini le dicono che è morta. Rhoda allora, sotto i morsi della fame, decide di andare dai du Vivier: riuscirà almeno, forse, a guadagnare i due dollari. E si mette al lavoro. Quel sabato Jacques, il fratello di Jeanne, era rimasto a casa. Alzatosi dal letto, egli scopre in casa Rhoda, intenta a lucidare l'argenteria. La crede una ladra ma, benevolmente, non la denuncia, bensì la indirizza ad un'istituzione di assistenza sociale di proprietà del suo amico Joseph Sayles. L'istituzione di beneficenza non funziona a dovere, e Rhoda finisce in un riformatorio. Fugge, torna dai du Vivier – cercando ostinatamente di racimolare la paga -, vi incontra di nuovo Jacques – col quale si è sviluppato un certo legame -, e non può fare a meno di raccontargli l'intera sua storia, mostrandogli anche la lettera che il padre le aveva lasciato. Jacques esce di casa.
È lo stesso giorno in cui l'intrepida signora Herriman-Smith aveva incontrato in città la sua amica Jeanne du Vivier, lo stesso giorno in cui le due donne si erano recate dai du Vivier e in cui erano fuggite a rotta di collo davanti al fantasma. E infine avevano optato per chiamare la polizia. In casa du Vivier, dove Rhoda aveva ripreso a far le pulizie, arriva dunque la polizia, arrivano le guardie del riformatorio, arrivano Jeanne e la sua amica, arriva infine Jacques. Tutti vanno nella malfunzionante istituzione benevolente di Joseph Sayles, della schiatta dei Sayles. Si chiarisce che Rhoda è sua nipote, lo zio d'America l'accoglie e la situazione finalmente si appiana. Jacques presenta Rhoda alla sorella, che ancora non aveva ben chiaro cosa fosse successo, con le seguenti parole: "Ecco il fantasma di Rosy Taylor: ho l'impressione che continuerà a infestarci per il resto della mia vita!"

## Produzione
Le riprese sono state effettuate ai Flying A Studios di Santa Barbara (California). La pellicola, per l'uscita statunitense, consisteva di 5 rulli per una lunghezza totale di 1264 metri.
Presso il National Archive del British Film Institute ne sono conservate due copie positive, una in formato 35mm e una in 16mm, e una copia negativa 35mm.

## Distribuzione
Distribuito dalla Mutual Film, The Ghost of Rosy Taylor è uscito nelle sale cinematografiche statunitensi l'8 luglio del 1918. Nel 1920 è stato distribuito nuovamente dalla Hallmark Pictures Corporation.
Il film è stato edito in VHS (1998) e DVD a cura della Grapevine Video, con una colonna sonora di David Knudtson.

## Accoglienza
Sull'Exhibitors Herald del 13 luglio 1918 si legge: "Non si può dire che la trama di The Ghost of Rosy Taylor sia particolarmente originale." Il racconto che ha fornito il soggetto "è stato splendidamente adattato per lo schermo fino a diventare un tipico film di Mary Miles Minter. È stato messo in scena con insolita cura (…) Il ruolo impersonato dalla Minter si adatta bene al suo particolare talento. George Periolat interpreta un doppio ruolo in maniera convincente."
Il redattore del Wid's Daily del giorno successivo, 14 luglio 1918, così si esprime: "È stato ingiusto addossare ad una star così piacevole come Mary Miles Minter il carico di una trama di così ordinaria routine come questa. (…) Non si può certo parlare di una storia particolarmente eccitante, e il pubblico medio si stancherà di seguire le sue vicende anche perché il finale è molto, molto scontato. (…) Con l'eccezione dell'interessante atmosfera francese della prima parte e della sempre gradevole presenza della signorina Minter, il film non può essere particolarmente raccomandato."
Variety del 26 luglio 1918 riporta: "Il film non dipende dalle didascalie per assicurarne la continuità. È una trama coerente, intelligente anche se semplice, e mantiene desto l'interesse dall'inizio alla fine. Mary Miles Minter è la star, e mostra un'eccentrica vena di commedia nella quale sembra eccellere. Ci sono alcuni dettagli della regia che avrebbero potuto essere migliorati, ma la loro importanza non sarà sovrastimata, o non sarà neppure notata dal pubblico medio. La fotografia è chiara, con molte interessanti scene di esterni (…)".